# Инамкло
Инамкло (англ. Enumclaw) — город в США, расположенный в округе Кинг штата Вашингтон. Население города — 10 669 человек (2010).

## История
До колонизации Америки на территории города жило племя индейцев.
Название «Инамкло» происходит от салишского термина, который переводится как «место злых духов», очевидно, имея в виду гору Инамкло, расположенную примерно в 10 км к северу.
Плато Инамкло, на котором расположен город, было образовано вулканическим селевым потоком с горы Рейнир примерно 5 700 лет назад.
Постепенно город начал разрастаться.

## География
Город расположен посреди плоских, ровных сельскохозяйственных угодий и молочных ферм на востоке низменности Пьюджет-Саунд. Равнинная география посреди горной территории связана с древним селевым потоком Оцеола с близлежащей горы Рейнир.
По данным Бюро переписи населения США, город имеет общую площадь 4,27 квадратных миль (11,06 км²), из которых 4,26 квадратных миль (11,03 км²) — это суша, а 0,01 квадратных мили (0,03 км²) — вода.
Инамкло полностью расположен в округе Кинг, однако к городу также относится часть парковой собственности в пределах округа Пирс.

### Климат
В городе очень тёплое (но не жаркое) и сухое лето, при этом среднемесячные температуры не превышают 71,6 °F (22 °C). По классификации Кёппена — средиземноморский климат (индекс Csb) с сухим и жарким летом.